# Orazio Augenio
Orazio Augenio (Montesanto, 1527 – Padova, 1603) è stato un medico italiano.

## Biografia

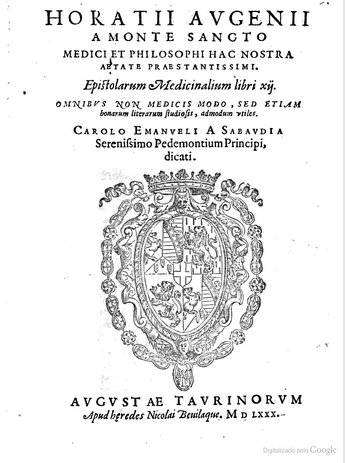

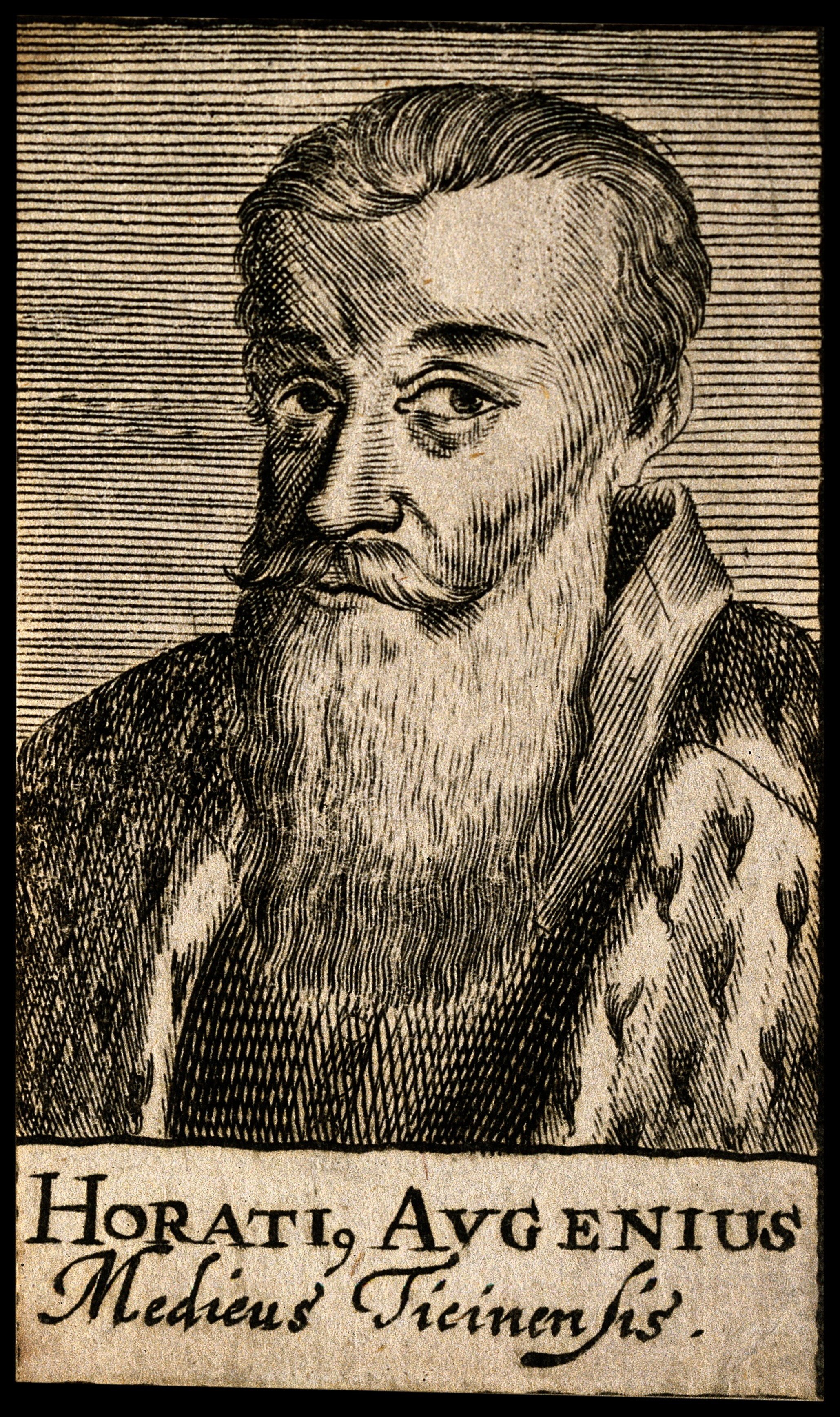
Horatius Augenius

Noto anche come Horatii Augenii o Horatius Augenius a Monte Sancto o Horatius Augenius o Orazio Augenj o Orazio Augeni.
È stato uno dei grandi clinici italiani del rinascimento.
La sua formazione avvenne a Camerino, Pisa, Padova (dove fu allievo di Francesco Frigimelica e Giovanni Battista Da Monte) e Roma.
Dapprima professore di logica a Macerata, nel 1559 ottenne la cattedra di medicina teorica all'Università di Roma.
Nel 1578 passò all'Università di Torino dove coprì la cattedra di medicina pratica, tenuta da Giovanni Argenterio fino al 1572.
Infine nel 1592 ottenne la cattedra ad theoricam ordinariam medicinae dell'Università di Padova che tenne fino alla morte.
Augenio è stato un tipico esponente della medicina umuralistica a base filosofico-naturale, tuttavia nelle sue opere vi sono intuizioni eziopatogenetiche e osservazioni cliniche che ne rivelano l'acutezza, l'originalità e una posizione ideale forse più avanzata di quanto possa trasparire dai suoi scritti (Premuda).
I suoi contributi scientifici più importanti sono relativi alla febbre, al salasso, alla calcolosi vescicale,  alla peste, alla neuropatologia e alla gravidanza.

## Opere principali
- Del modo di preservarsi dalla peste, Fermo, 1577.
- De ratione curandi per sanguinis missionem, Venezia, 1570; Torino, 1584; Venezia, 1597; Francoforte, 1598.
- De febribus, febrium signis, symptomatibus, & prognostico libri septem, 1572; Francoforte, 1604; Venezia, 1607.
- Epistolarum et consultationum libri XXIV, Venezia, 1592.
- Quod homini certum non sit nascendi tempus, Venezia, 1595.